# 川棚川
川棚川（かわたながわ）は、佐賀県・長崎県境の桃ノ木峠を水源とし、大村湾へ注ぐ二級河川である。流域は長崎県東彼杵郡波佐見町・川棚町に属する。上流の波佐見町域では波佐見川とも呼ばれる。
長崎県内の川としては延長4位・流域面積3位という屈指の規模をもち、大村湾流入河川では郡川（大村市）を上回る最大の川である。支流の石木川に多目的ダムを作る「石木ダム」計画は、長崎県・佐世保市・地元住民で賛否が分かれ、論議を呼んでいる（後述）。

## 流域
佐賀県嬉野市・武雄市・長崎県波佐見町の境界となっている桃ノ木峠を水源とする。なお桃ノ木峠の武雄市域は六角川、嬉野市域は塩田川の流域となっている。
川棚川は桃ノ木峠から北の波佐見町域へ流れ出し、緩やかに西へ流路を変え、中尾川・村木川・長野川など多くの支流を集めながら波佐見町中央部の盆地を流れる。蛇行しながら流路を緩やかに南へ変え、支流を集め、用水路を分岐しながら川棚町へ入る。
川棚町では中山川・猪乗川・石木川などの支流が合流する。川は幅数百mほどの平野を蛇行しながら流れ、大村湾へ注ぐ。下流域の沖積地には川棚町中心部の商工業用地が造成され、河口の外側両岸は川棚港として利用されている。
流域はほぼ全域に亘って約1,000haの水田が作られ、県内有数の穀倉地帯となっている。川の水は農業以外に上水道用、波佐見焼の陶磁器工業用などにも利用され、地域住民の生活を潤す。また、内水面漁業協同組合も組織されている。
生息する水生生物も多く、特に純淡水魚相では佐賀県（九州北部）との繋がりが見られる。九州北部の中でも長崎県域は河川規模に乏しく、九州北部産の純淡水魚でも長崎県内では見られないという種類が多い。しかし佐賀県に近接し、ある程度の規模もある川棚川では、長崎県内では殆ど見られないムギツクやカマツカなどが生息している。

## 支流
多くの支流がある。本流の流れは比較的緩やかだが、支流は流れが急な所もある。
| 左岸 - 中尾川 - 井石川 - 鬼木の棚田（『日本の棚田百選』の一つ） - 金屋川 - 川内川 - 猪乗川 - 石木川 - 石木ダム計画がある | 右岸 - 野々川川 - 野々川ダム - 田別当川 - 村木川 - 最大の支流 - 皿山川 - 長野川 - 志折川 - 中山川 |

## 石木ダム計画

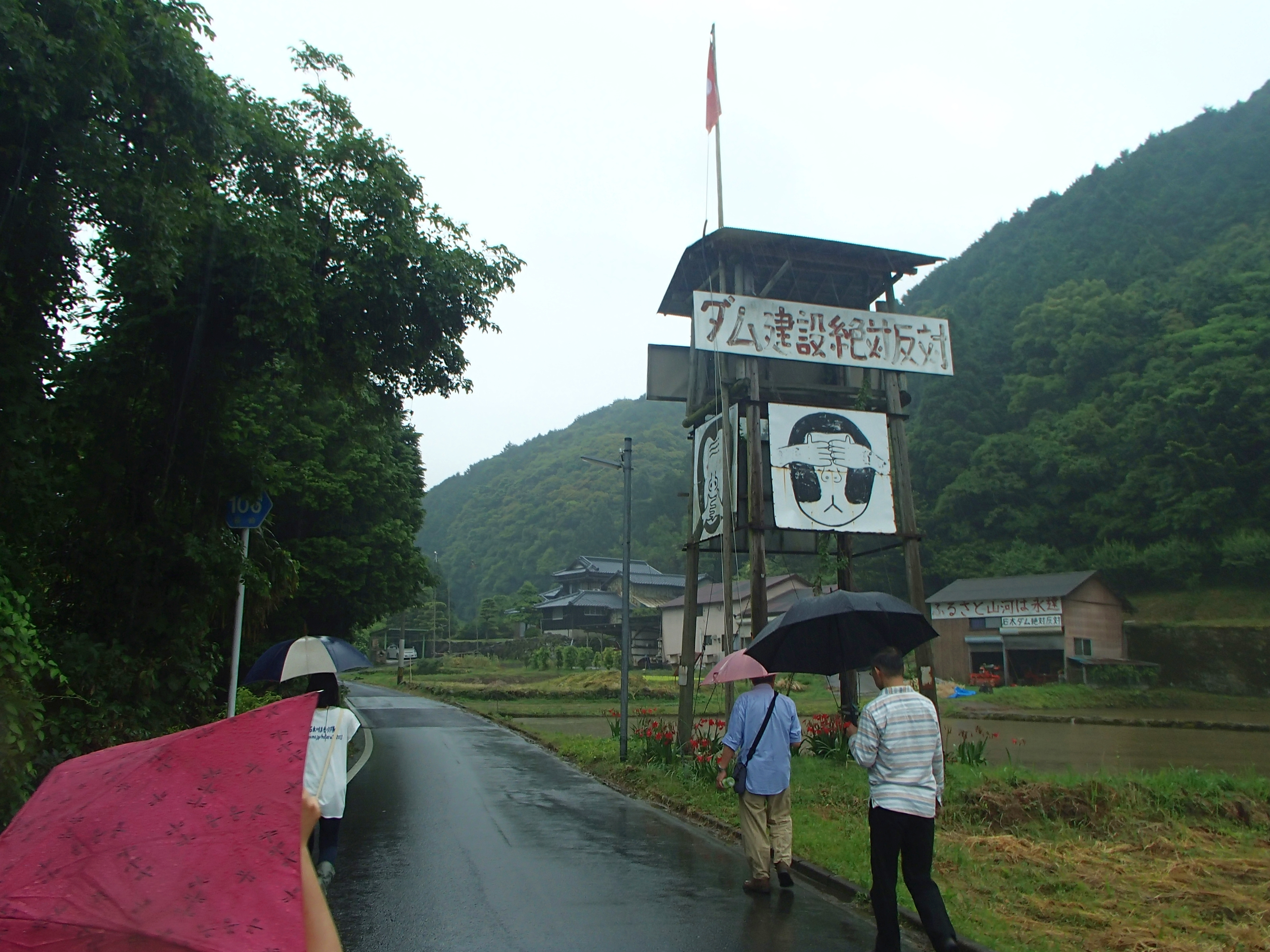
ダム反対派が建てた小屋。2015年5月撮影

石木ダム（いしきダム）は、川棚川支流の石木川に計画されている多目的ダムである（ダム堤体の位置は、北緯33度05分06秒 東経129度53分13秒 / 北緯33.08500度 東経129.88694度）。堤高55.4m・堤頂長234mの直線重力式コンクリートダムで、総貯水量548万m³・有効貯水量518万m³が計画されている。ダム建設により、水田約32 ha、畑16 ha、山林12 ha・宅地4.86 ha（住家64戸・非住宅20棟）・墓地0.1 haが水没するとされる。
1972年（昭和47年）に計画が発表されたが、ダム建設により水源を確保したい長崎県・佐世保市とダム建設に反対する地域住民とが対立しており、ダム本体の着工の目処が立たない状態である。
2019年（平成31年）3月29日、国土交通省は水源地域対策特別措置法第3条1項に基づき、川棚町のうち石木郷、岩屋郷、木場郷の各一部を石木ダムに係る水源地域に指定した。
2019年5月に、収用委員会によるダム本体用地及び中・上流部用地にかかる権利取得及び明渡裁決が出された。
2019年（令和元年）9月14日、北村誠吾地方創生担当大臣は長崎県佐世保市で記者会見し、ダム建設について「誰かが犠牲（になり）、協力して役に立つことで世の中は成り立っている」と発言し、生活の維持のためには住民の犠牲はやむを得ないとの認識を示した。
2019年10月現在、付替道路の一部が工事中である。

## 関連道路
| - 県道1号線 - 県道4号線 - 県道102号線 | - 県道104号線 - 県道106号線（未開通） - 県道222号線 |